# 동물의 털
털(영어: Coat)은 자연에서 포유류에 나타나는 모피이다. 털은 동물 장식(animal fancy), 특히 도그쇼, 캣쇼, 홀스쇼에 더욱 중요하다. 또한 털은 말의 쇼맨십(Horse showmanship)과 같이 동물을 이용하는 사람에게 치료 및 관리 질을 평가하는 수단으로 쓰인다.
쇼 동물의 털은 털, 모피, 양모 등 솜털부터 뾰족한 질감까지 여러 종류로 나뉜다. 이 뿐 아니라, 동물은 하나의 털 또는 여러 털로 뒤덮일 수 있으며 언더코트와 탑코트로 나뉜다(털의 구성에 따라 나누어짐. 때로는 오버코트라고도 함). 털은 동물의 품종개량과 건강상의 상태를 나타내준다.
동물은 계절마다 다른 털을 가지기도 한다. 일반적으로, 동물 몸의 모피 또는 털은 겨울에 두꺼워지거나 길어지며 봄여름에는 짧아지게 된다. 이 과정은 기후에 따라 눈에 띄는 방식으로 바뀌지는 않지만 동물은 계속 정기적으로 털갈이를 하며 일 년 내내 따뜻하다. 이 과정은 작은 동물을 실내에서 사육하거나 인위적으로 털로 뒤덮거나 최소화할 경우 달라질 수 있다.
기각류와 북극곰은 가장 길고 가장 눈에 잘 띄는 모피를 가지고 있다. 북금곰의 보호털은 투명하다.
장모종(長毛種)은 털이 긴 동물들을 뜻하는 반면, 단모종(短毛種)은 털이 짧은 동물들을 가리킨다.

## 같이 보기
- 고양이의 털 유전 - 고양이의 털에 대한 내용.
- 털 (개) - 개에 대한 털 내용.
- 말의 피모색과 말의 피모색 유전 - 말의 털에 대한 내용.